# Chase Library
Die Chase Library ist eine historische Bibliothek in West Harwich im Bundesstaat Massachusetts der Vereinigten Staaten. Sie wurde 2014 in das National Register of Historic Places eingetragen.

## Allgemeine Beschreibung
Die 1911 im Stil des American Arts and Crafts Movement mit Elementen des Shingle Style errichtete Bibliothek ist noch weitgehend im Originalzustand erhalten und wurde nur geringfügig modifiziert. Das vergleichsweise kleine Gebäude befindet sich unmittelbar an der Massachusetts Route 28 zwischen wesentlich größeren Bauwerken.
Die Bibliothek steht im hinteren Teil ihres 5.663 ft² (526,1 m²) großen Grundstücks rund 40 ft (12,2 m) von der Straße entfernt, mit der sie über einen Fußweg verbunden ist.

## Architektur
Das Gebäude ist weitgehend im Originalzustand erhalten, jedoch wurden das ehemals vorhandene Vordach an der Vorderseite sowie Dachgauben an der Ost- und Westseite entfernt.

### Außenbereiche
Die Vorderseite des einstöckigen Gebäudes ist nach Norden ausgerichtet. Es steht auf einem Steinfundament und verfügt über ein hohes, mit Asphaltschindeln gedecktes Walmdach, in das auf der Vorderseite eine Dachgaube eingelassen ist, die ebenfalls ein Walmdach aufweist. Der große Dachüberstand mit seinen sichtbaren Sparren ist ein typisches Merkmal der Arts-and-Crafts-Architektur. Das mit Holzschindeln verkleidete, 35 ft (10,7 m) mal 24 ft (7,3 m) große Gebäude verfügt über einen rückwärtigen Anbau mit einer Größe von 16 ft (4,9 m) mal 22 ft (6,7 m), sodass der Grundriss insgesamt T-förmig ist. 1953 wurde an der Ostseite des Anbaus eine Toilettenanlage mit einer Größe von 6 ft (1,8 m) mal 7 ft (2,1 m) und einem Pultdach hinzugefügt, während gegenüber an der Westseite ein 8 ft (2,4 m) mal 8 ft (2,4 m) großer Lagerraum entstand.
Die drei Joche breite Front weist einen zentralen, mit einem einfach gestalteten Architrav umrahmten Eingangsbereich auf, der von zwei großen, jeweils 8 ft (2,4 m) breiten Erkern flankiert wird. Zur Eingangstür führen drei Betonstufen mit einem Eisengeländer aus den 1950er Jahren. Oberhalb der Tür befindet sich ein Schild mit der Aufschrift „CHASE LIBRARY“. Die Ausgestaltung der Fenster ist ein typisches Element des Shingle Style.

### Innenbereiche
Das Innere des Gebäudes wird von einem großen Raum dominiert, der an der Mitte der südlichen Wand eine Feuerstelle im Classical-Revival-Stil aufweist. Über der von Säulen ionischer Ordnung aus gebeiztem Zypressenholz getragenen Einrahmung hängt ein Porträt der Namensgeberin Salome Chase. Die Wände und Decken sind mit gepressten Metallplatten verkleidet. Die Deckenbeleuchtung stammt vermutlich aus den 1920er Jahren, als das Gebäude an die Stromversorgung angeschlossen wurde.
Entlang der Wände stehen türhohe Bücherregale, weitere Reihen bilden Gänge im Zentrum des Raums. Alle Holzelemente im Hauptraum bestehen aus dem gleichen Zypressenholz wie die Einfassung der Feuerstelle, während die Böden im gesamten Gebäude aus Ahornholz bestehen. Westlich der Feuerstelle führt eine Tür in den rückwärtigen Anbau, der zwar zur selben Zeit wie der Hauptraum errichtet, jedoch in seinem Inneren verändert wurde. So wurden die Decke abgehängt, die Beleuchtung modernisiert und ein moderner Deckenventilator installiert. Auch hier stehen Bücherregale an den weiß gestrichenen Wänden, die mit einer Bordüre mit einem Segelmotiv nach oben hin abgeschlossen werden.

## Historische Bedeutung
Die im Privatbesitz befindliche Bibliothek war das erste Gebäude in Harwich, das eigens für diesen Zweck errichtet wurde. Da sie nur über einen einzigen Raum – der immerhin durch einen Anbau ergänzt wird – verfügt, ist sie im Hinblick auf ihre Größe und Nutzungsdauer in der Region nahezu einzigartig. Sie ist nach ihren hauptsächlichen Stiftern Caleb und Salome Chase benannt, die als Philanthropen Ende des 19. bzw. Anfang des 20. Jahrhunderts Teil des sogenannten Free Library Movement in den Vereinigten Staaten waren. Die ebenfalls in dieser Richtung engagierten John und Ruth Nickerson stellten das Grundstück zur Errichtung der Bibliothek zur Verfügung.